# Heilwige de Dabo
Pour les articles homonymes, voir Dabo (homonymie).
Heilwige de Dabo, née vers 980 et décédée en 1046, héritière du comté de Dabo, est l'épouse de Hugues IV, comte de Nordgau (Basse-Alsace) et la mère du futur pape Léon IX. Son nom est directement associé à la fondation de plusieurs établissements religieux. Une légende témoigne de son rayonnement spirituel.

## Biographie

### Une comtesse «latine»?
Les racines familiales du pape Léon IX, fils d'Heilwige, ont été scrutées avec soin, avec des conclusions diverses, un pape « alsacien » pour les uns, un pape « vosgien » pour d'autres. Le lieu de l'accouchement fait aussi de longue date l'objet de polémiques.
En 1757, dans son Histoire de Lorraine, Augustin Calmet s'appuie sur la chronique de l'archidiacre Wibert de 1675 pour établir que « le comte Hugues était Allemand, né en Alsace, sachant parfaitement l'allemand et le latin, et que la comtesse Helvide ou Helvige, sa femme, était latine, c'est-à-dire lorraine, et d'un pays où l'on parlait roman, ou latin corrompu ; mais qu'elle savait aussi l'allemand : ce qui [lui] fait conjecturer qu'elle était native de Moha, ou de quelques dépendances du Comté de Dasbourg, où l'on parlait Roman ». Il précise que « le comté de Dasbourg était très puissant, ayant bon nombre de forteresses et plusieurs villages dans sa dépendance, en Lorraine et en Alsace ».

### Descendance
Les enfants de Hugues et d'Heilwige de Dabo se partagent l'héritage parental : Gérard l’aîné († 1038) reçoit Eguisheim et le cadet Hugues eut Dabo, le cadet Brunon né le 21 juin 1002 devient chanoine à Toul où ses études lui assurèrent une fonction d'archidiacre avant que le peuple le demande comme évêque et que l'Empereur Henri III du Saint-Empire n'en fasse un pape,.

## Fondation d'établissements religieux
Alors que la fondation de l'abbaye de Murbach vers 728 avait marqué l'entrée de la règle de saint Benoît en Alsace, on assiste à son extension progressive, avec une multiplication des monastères.
Selon l'historien A. Calmet, Hugues IV et sa femme consacrèrent une bonne partie de leurs biens à fonder et doter des églises et des monastères. Il est à noter qu'à chaque fois les sources, anciennes ou récentes, mentionnent le couple comme fondateurs, Heilwige étant présentée comme « aussi illustre par sa piété que par sa naissance ».
Couvent de Woffenheim
Au début du XIe siècle – entre 1006 et 1035 –, ils fondent un couvent de bénédictines près de leur village de Woffenheim, aujourd'hui Sainte-Croix-en-Plaine dans le Haut-Rhin. 

Ce couvent se maintient jusqu'en 1461, mais le village de Woffenheim, qui appartenait aux comtes d'Eguisheim-Dabo, revient à l'évêque de Strasbourg après l'extinction de la famille, puis est détruit par les Armagnacs en 1444.
Prieuré d'Œlenberg
Ils sont aussi à l'origine d'un prieuré à proximité de Reiningue (Haut-Rhin), aujourd'hui abbaye Notre-Dame d'Oelenberg.
Abbaye de Hesse
Ils fondent l'abbaye de Hesse dans une localité de Lorraine où ils possèdent des terres et des hommes.
Prieuré d'Alspach
Le prieuré d'Alspach
Abbaye d'Altorf
La fondation de l'abbaye d'Altorf leur est également attribuée, ce dont doute Augustin Calmet.
Les noms de Heilwige de Dabo et du comte Hugues IV avec qui la maison des comtes de Nordgau allait atteindre son apogée, restent associés au château du Haut-Eguisheim (Haut-Rhin), peut-être le plus vieux château d’Alsace encore debout.

## Heilwige et la légende de Lazare et Aza
Célébrée pour sa piété, Heilwige de Dabo est également associée à une légende, celle de la découverte des restes du roi Lazare et de sa fille, la reine Aza.
D'après le Libellus et Jean de Bayon, la « pieuse comtesse » vient se réfugier à l'abbaye de Moyenmoutier vers 1012, « pendant une guerre que se faisaient l'évêque de Metz, Thierry, et l'empereur germanique Henri II ». Au cours de ce séjour, elle aurait découvert les sépultures de Lazare et Aza, une princesse orientale dont les restes avaient été réunis à ceux de son père Lazare, les deux ayant été perdus de vue depuis de longues années. Au Xe siècle, pendant les invasions hongroises, on les aurait cachés dans la muraille de l'église Saint-Pierre, sous une voûte pratiquée dans l'angle nord. Ils y auraient été oubliés jusqu'à ce qu'Heilwige les retrouve en 1014, le 4 des calendes d'avril (29 mars). La tradition religieuse entoura le récit de cette découverte de nombreux détails merveilleux : Heilwige aurait aperçu une pierre sépulcrale sur laquelle elle avait lu l'inscription « Aza, bona regina ». Autour des dépouilles reposant dans deux châsses étroitement unies, des chants harmonieux auraient été entendus ; une lumière céleste aurait éclairé le lieu ; des guérisons miraculeuses se seraient produites ; un parfum délicieux se serait exhalé.

## Retraite à l'abbaye de Moyenmoutier
Retirée à l'abbaye de Moyenmoutier, Heilwige de Dabo y serait décédée en 1046 selon Jean de Bayon, cependant l'abbé Léon Jérôme émet des réserves à ce sujet : rien ne laisserait supposer que ce fut à Moyenmoutier ; en outre il lui semble peu vraisemblable que ce séjour à l'abbaye se soit prolongé plus de 30 ans.